# Lubomír Beneš
Lubomír Beneš (7. listopad 1935 Praha – 12. září 1995 Roztoky u Prahy) byl český animátor a režisér loutkových filmů. Tvůrce slavného seriálu Pat a Mat.

## Životopis
Vyrůstal v pražské čtvrti Hloubětín. Od dětství mu rodiče platili soukromého učitele kreslení. Po maturitě šel na vojnu a po ní v roce 1957 uspěl v konkursu Krátkého filmu Praha, kam nastoupil jako elév. Brzy se stal součástí proslulého studia Bratři v triku. V té době, tedy v 60. letech, ho zajímala animátorská avantgarda a koncept tzv. kresleného zvuku - za tím účelem spolupracoval mj. s Normanem McLarenem a byl členem umělecké "kinietické" skupiny Syntéza. V roce 1967 začal spolupracovat s Jiřím Trnkou. Pod jeho vedením natočil svůj první animovaný film nazvaný Homo (1967). Roku 1969 se zúčastnil Bienále mladých tvůrců v Paříži. V roce 1974 natočil svůj první loutkový film: Račte prominout. Za dva roky vznikl film Kuťáci, kde se prvně objevily loutkové postavičky dvou iniciativních nešiků, které se později tak proslavily. Beneš napsal námět, scénář i film režíroval. Jen výtvarný návrh postaviček byl z pera Vladimíra Jiránka. Loutková groteska měla mimořádný úspěch a brzy vznikl nápad na pokračování v podobě večerníčkového seriálu. Jeho název zněl nejprve A je to!, avšak časem se prosadil název Pat a Mat. Seriál uspěl i v zahraničí a do roku 1994 Beneš natočil jeho 29 dílů. Roku 1995 Beneš zemřel, další díly seriálu již točil jeho syn Marek. Od roku 1990 seriál vznikal v produkci soukromého studia AiF, které Beneš založil s Vladimírem Jiránkem. Kromě Pata a Mata byl jeho nejúspěšnějším večerníčkem seriál Jája a Pája (1985-1995), který režíroval a byl i autorem námětu. Zajímavostí je, že se Beneš objevil v raném filmu Jana Svěráka Ropáci (1988), kde ztvárnil roli jednoho z výzkumníků. Zemřel v Roztokách u Prahy, kde v závěru svého života žil.